# Безволосник звужений
Безволосник звужений (Atrichum angustatum) — вид мохів порядку рунянкальних (Polytrichales).

## Поширення
Батьківщиною є Європа, Макаронезія, Північна Америка, Азія.
Це рослина на вологому не вапняковому суглинистому чи піщаному ґрунті на голій землі, на узбіччях доріг, біля залізничних колій, на стежках у лісі. Діапазон його висот становить від 60 м до 1120 м над рівнем моря.

## Характеристика
Рослини дрібні, тьмяно-жовто-зелені, іноді з червонуватим відливом. Стебла 1–2 см. Листки 4–8 × 0,4–0,8 мм. Вид дводомний; чоловічі рослини приблизно такого ж розміру або менші за жіночі. Коробочка 3–7 × 0,3–0,6 мм, вузько-циліндрична, зазвичай ± пряма або дещо зігнута, майже пряма чи нахилена. Спори 11–16 мкм.